# 한국커피연합회
(사)한국커피연합회는 대한민국 커피 산업에 종사하는 사업자 및 근로자들의 권익보호 및 커피 산업의 표준화 및 고도화를 위한 연구개발 지원, 체계적이고 표준화된 커피 전문가 교육프로그램 개발 보급 등을 통해 창업 및 일자리 창출에 기여할 목적으로 2012년 3월 27일 설립 허가된 대한민국 농림수산식품부 소관의 사단법인이다. 사무실은 서울특별시 강남구 논현동 206-11에 있다.

## 주요 사업
- 커피 산업의 표준화, 고도화, 안정화를 위한 사업모델 연구 개발 및 보급
- 개인 및 중소사업자를 위한 커피 관련 사업 창업 지원 및 교육
- 커피산업 종사자를 위한 정책 연구 및 개발 지원
- 커피 전문가 육성 및 취업 지원 사업
- 커피 문화 발전을 위한 홍보, 행사 기획, 지원, 후원 사업
- 기타 본회의 목적달성에 필요한 사업